# 유엔 안전 보장 이사회 결의 제101 ~ 200호 목록
다음은 유엔 안전 보장 이사회에서 1953년 11월 24일부터 1965년 3월 15일까지 결의된 101~200호 결의안의 목록이다.
| 결의 번호 | 결의일     | 투표 (찬성-반대-기권)                                    | 내용 |
| --------- | ---------- | -------------------------------------------------------- | --- |
| 101       | 1953-11-24 | 9–0–2 (기권: 레바논, 소련)                               | 키비아 학살, 이스라엘의 휴전협정 위반 |
| 102       | 1953-12-3  | 10–0–1 (기권: 소련)                                      | 일본과 국제사법재판소 |
| 103       | 1953-12-3  | 10–0–1 (기권: 소련)                                      | 산마리노와 국제사법재판소 |
| 104       | 1954-6-20  | 11–0–0                                                   | 1954년 과테말라 쿠데타 |
| 105       | 1954-7-28  | 투표 없이 결의                                           | 베네갈 나싱 라우의 사망과 국제사법재판소의 선거 |
| 106       | 1955-3-29  | 11–0–0                                                   | 이스라엘의 가자 지구의 이집트군 공격 비난 |
| 107       | 1955-3-30  | 11–0–0                                                   | 이집트와 이스라엘의 협력을 위한 정전감시기구의 호출                                                                                                   |
| 108       | 1955-9-8   | 11–0–0                                                   | 팔레스타인에서의 무조건적인 정전에 대한 호소 |
| 109       | 1955-12-14 | 8–0–3 (기권: 벨기에, 중국, 미국)                         | 알바니아, 요르단, 아일랜드, 포르투갈, 헝가리, 이탈리아, 오스트리아, 루마니아, 불가리아, 핀란드, 스리랑카, 네팔, 리비아, 캄보디아, 라오스, 스페인 가입 |
| 110       | 1955-12-16 | 9–1–1 (반대: 소련; 기권: 프랑스)                         | 유엔 헌장 검토 |
| 111       | 1956-1-19  | 11–0–0                                                   | 이스라엘과 시리아의 일반휴전조약 |
| 112       | 1956-2-6   | 11–0–0                                                   | 수단 가입 |
| 113       | 1956-4-4   | 11–0–0                                                   | 중동 휴전선의 긴장 감소 |
| 114       | 1956-6-4   | 11–0–0                                                   | 중동 지역의 휴전협정 모임 |
| 115       | 1956-7-20  | 11–0–0                                                   | 모로코 가입 |
| 116       | 1956-7-26  | 11–0–0                                                   | 튀니지 가입 |
| 117       | 1956-9-6   | 11–0–0                                                   | 재판관 수 모의 죽음과 국제사법재판소의 선거 |
| 118       | 1956-10-13 | 11–0–0                                                   | 이집트와 수에즈 운하 |
| 119       | 1956-10-31 | 7–2–2 (반대: 프랑스, 영국; 기권: 오스트레일리아, 벨기에) | 제2차 중동 전쟁을 유엔총회의 첫 긴급 특별총회에서 논의                                                                                                |
| 120       | 1956-11-4  | 10–1–0 (반대: 소련)                                      | 헝가리 혁명을 두 번째 긴급 특별총회에서 통과 |
| 121       | 1956-12-12 | 11–0–0                                                   | 일본 가입 |
| 122       | 1957-1-24  | 10–0–1 (기권: 소련)                                      | JKNC에 대한 판결 |
| 123       | 1957-2-21  | 10–0–1 (기권: 소련)                                      | 유엔 안전 보장 이사회 의장의 인도 아대륙 방문 |
| 124       | 1957-3-7   | 11–0–0                                                   | 가나 가입 |
| 125       | 1957-9-5   | 11–0–0                                                   | 말라야 연방 (말레이시아) 가입 |
| 126       | 1957-12-2  | 10–0–1 (기권: 소련)                                      | UN 대표의 인도, 파키스탄, 카슈미르 방문 |
| 127       | 1958-1-22  | 11–0–0                                                   | 중동 지역의 비무장지대에 대한 참모본부장의 규제 |
| 128       | 1958-6-11  | 10–0–1 (기권: 소련)                                      | 아랍 연합 공화국의 레바논 간섭 |
| 129       | 1958-8-7   | 11–0–0                                                   | 레바논에 대한 긴급 총회 |
| 130       | 1958-11-25 | 투표 없이 결의                                           | 재판관 호세 구스타보 게레로의 죽음과 국제사법재판소의 선거                                                                                            |
| 131       | 1958-12-9  | 10–0–1 (기권: 프랑스)                                    | 기니 가입 |
| 132       | 1959-9-7   | 10–1–0 (반대: 소련)                                      | 북베트남 군대의 라오스 국경 침범 |
| 133       | 1960-1-26  | 11–0–0                                                   | 카메론 가입 |
| 134       | 1960-4-1   | 9–0–2 (기권: 프랑스, 영국)                               | 남아프리카의 샤프빌 학살과 아파르트헤이트 비난 |
| 135       | 1960-5-27  | 9–0–2 (기권: 폴란드, 소련)                               | 안전 보장 이사회의 영구 회원들의 관계 |
| 136       | 1960-5-31  | 11–0–0                                                   | 토고 공화국 (토고) 가입 |
| 137       | 1960-5-31  | 투표 없이 결의                                           | 재판관 헤르스 라우테르파트의 죽음과 국제사법재판소의 선거                                                                                             |
| 138       | 1960-6-23  | 8–0–2 (기권: 폴란드, 소련)                               | 아돌프 아이히만을 아르헨티나에서 이스라엘로 송환 |
| 139       | 1960-6-28  | 11–0–0                                                   | 말리 연방 가입 |
| 140       | 1960-6-29  | 11–0–0                                                   | 마다가스카르 공화국 가입 |
| 141       | 1960-7-5   | 11–0–0                                                   | 소말리아 가입 |
| 142       | 1960-7-7   | 11–0–0                                                   | 콩고 공화국 (콩고 민주 공화국) 가입 |
| 143       | 1960-7-17  | 8–0–3 (기권: 중국, 프랑스, 영국)                         | 콩고 위기, 벨기에 군대의 철수 요구 |
| 144       | 1960-7-19  | 9–0–2 (기권: 폴란드, 소련)                               | 미국-쿠바 관계 |
| 145       | 1960-7-22  | 11–0–0                                                   | 콩고 위기, 벨기에 군대의 철수 |
| 146       | 1960-8-9   | 9–0–2 (기권: 프랑스, 이탈리아)                           | 콩고 위기: 카탕가 주에 UN군 개입 |
| 147       | 1960-8-23  | 11–0–0                                                   | 다호메이 공화국 (베냉) 가입 |
| 148       | 1960-8-23  | 11–0–0                                                   | 니제르 가입 |
| 149       | 1960-8-23  | 11–0–0                                                   | 오트 볼타 (부르키나파소) 가입 |
| 150       | 1960-8-23  | 11–0–0                                                   | 코트디부아르 가입 |
| 151       | 1960-8-23  | 11–0–0                                                   | 차드 가입 |
| 152       | 1960-8-23  | 11–0–0                                                   | 콩고 공화국 가입 |
| 153       | 1960-8-23  | 11–0–0                                                   | 가봉 가입 |
| 154       | 1960-8-23  | 11–0–0                                                   | 중앙아프리카 공화국 가입 |
| 155       | 1960-8-23  | 11–0–0                                                   | 키프로스 가입 |
| 156       | 1960-9-9   | 9–0–2 (기권: 폴란드, 소련)                               | 도미니카 공화국의 트루이요 정권 제재 |
| 157       | 1960-9-17  | 8-2-1 (반대: 폴란드, 소련; 기권: 프랑스)                 | 콩고 위기에 대한 긴급 총회 |
| 158       | 1960-9-28  | 11–0–0                                                   | 세네갈 가입 |
| 159       | 1960-9-28  | 11–0–0                                                   | 말리 가입 |
| 160       | 1960-10-7  | 11–0–0                                                   | 나이지리아 가입 |
| 161       | 1961-2-21  | 9–0–2 (기권: 프랑스, 소련)                               | 파트리스 루뭄바의 죽음과 콩고에서의 비 유엔군 철수 |
| 162       | 1961-4-11  | 8–0–3 (기권: 스리랑카, 소련, 아랍)                       | 요르단-이스라엘 휴전 협정 결의 |
| 163       | 1961-6-9   | 9–0–2 (기권: 프랑스, 영국)                               | 앙골라 독립 전쟁과 포르투갈 |
| 164       | 1961-7-22  | 10–0–0 (참석 후 불투표: 프랑스)                          | 프랑스와 튀니지의 충돌 |
| 165       | 1961-9-26  | 11–0–0                                                   | 시에라리온 가입 |
| 166       | 1961-10-25 | 9–0–1 (기권: 미국; 참석 후 불투표: 중국)                 | 몽골 가입 |
| 167       | 1961-10-25 | 9–1–1 (반대: 아랍; 기권: 소련)                           | 모리타니 가입 |
| 168       | 1961-11-3  | 11–0–0                                                   | 사무총장 추천 |
| 169       | 1961-11-24 | 9–0–2 (기권: 프랑스, 영국)                               | 콩고: 카탕가주의 분리운동과 유엔군에 대한 공격 |
| 170       | 1961-12-14 | 11–0–0                                                   | 탕가니카 (탄자니아) 가입 |
| 171       | 1962-4-9   | 10–0–1 (기권: 프랑스)                                    | 갈릴래아호에서의 이스라엘과 시리아의 군사 활동 비난                                                                                                   |
| 172       | 1962-7-26  | 11–0–0                                                   | 르완다 가입 |
| 173       | 1962-7-26  | 11–0–0                                                   | 부룬디 가입 |
| 174       | 1962-9-12  | 11–0–0                                                   | 자메이카 가입 |
| 175       | 1962-9-12  | 11–0–0                                                   | 트리니다드 토바고 가입 |
| 176       | 1962-10-4  | 10–0–1 (기권: 중국)                                      | 알제리 가입 |
| 177       | 1962-10-15 | 11–0–0                                                   | 우간다 가입 |
| 178       | 1963-4-24  | 11–0–0                                                   | 포르투갈 군대의 세네갈 영토 침입 |
| 179       | 1963-6-11  | 10–0–1 (기권: 소련)                                      | 북예멘 내전 |
| 180       | 1963-7-31  | 8–0–3 (기권: 프랑스, 영국, 미국)                         | 포르투갈 제국 |
| 181       | 1963-8-7   | 9–0–2 (기권: 프랑스, 영국)                               | 남아프리카 공화국의 군대 생성과 아파르트헤이트 |
| 182       | 1963-12-4  | 11–0–0                                                   | 남아프리카 공화국의 아파르트헤이트 |
| 183       | 1963-12-11 | 10–0–1 (기권: 프랑스)                                    | 포르투갈 영토 |
| 184       | 1963-12-16 | 11–0–0                                                   | 잔지바르 가입 |
| 185       | 1963-12-16 | 11–0–0                                                   | 케냐 가입 |
| 186       | 1964-3-4   | 11–0–0                                                   | 사이프러스의 평화유지군 제안 |
| 187       | 1964-3-13  | 11–0–0                                                   | 유엔 키프로스 평화유지군 |
| 188       | 1964-4-9   | 9–0–2 (기권: 영국, 미국)                                 | 영국의 예멘 공격과 남아라비아 연방의 영공 침해 |
| 189       | 1964-6-4   | 11–0–0                                                   | 남베트남 군대의 캄보디아 공격 |
| 190       | 1964-6-9   | 7–0–4 (기권: 브라질, 프랑스, 영국, 미국)                 | 남아프리카 공화국의 리보니아 재판 |
| 191       | 1964-6-18  | 8–0–3 (기권: 체코슬로바키아, 프랑스, 소련)               | 남아프리카 공화국의 아파르트헤이트 |
| 192       | 1964-6-20  | 11–0–0                                                   | 키프러스의 평화유지군 3개월 연장 |
| 193       | 1964-9-25  | 9–0–2 (기권: 체코슬로바키아, 소련)                       | 키프러스 폭격 중지를 위해 터키 소환 |
| 194       | 1964-9-25  | 11–0–0                                                   | 키프러스의 평화유지군 3개월 연장 |
| 195       | 1964-10-9  | 11–0–0                                                   | 말라위 가입 |
| 196       | 1964-10-30 | 11–0–0                                                   | 몰타 가입 |
| 197       | 1964-10-30 | 11–0–0                                                   | 잠비아 가입 |
| 198       | 1964-12-18 | 11–0–0                                                   | 키프러스의 평화유지군 3개월 연장 |
| 199       | 1964-12-30 | 10–0–1 (기권: 프랑스)                                    | 콩고 간섭 중지를 위해 미국 소환 |
| 200       | 1965-3-15  | 11–0–0                                                   | 감비아 가입 |

## 같이 보기
- 유엔 안전 보장 이사회 결의 제1 ~ 100호 목록